# Tomáš Berdych
Tomáš Berdych (Valašské Meziříčí, Csehország, 1985. szeptember 17.–) cseh hivatásos teniszező.
Eddigi karrierje során 5 egyéni és 1 páros ATP-tornát nyert, köztük a legfontosabb a 2005-ös Paris Masters megnyerése. Grand Slam-tornákon a legjobb teljesítményét a 2010-es wimbledoni teniszbajnokságon érte el, ahol a döntőig jutott. Az athéni olimpián hatalmas meglepetést okozva elbúcsúztatta a világelső Roger Federert. Berdych játékát hatalmas ütőerejére építi.

## ATP döntői

### Egyéni

#### Győzelmei (8)
| Összesítés                                            | Összesítés |
| ----------------------------------------------------- | ---------- |
| Grand Slam-torna                                      | (0)        |
| ATP World Tour Masters 1000 / ATP Masters Series      | (1)        |
| ATP World Tour 500 Series / International Series Gold | (2)        |
| ATP World Tour 250 Series / International Series      | (5)        |
| ATP World Tour Finals / Tennis Masters Cup            | (0)        |

|   | Dátum                | Torna                              | Borítás          | Ellenfél a döntőben   | Eredmény a döntőben     |
| 1 | 2004. szeptember 27. | Internazionali Di Sicilia, Palermo | Salak            | Filippo Volandri      | 6-3, 6-3                |
| 2 | 2005. október 31.    | Paris Masters, Párizs              | Szőnyeg (fedett) | Ivan Ljubičić         | 6-3, 6-4, 3-6, 4-6, 6-4 |
| 3 | 2007. június 11.     | Gerry Weber Open, Halle            | Fű               | Márkosz Pagdatísz     | 7-5, 6-4                |
| 4 | 2008. október 5.     | Japan Open, Tokió                  | Kemény           | Juan Martín del Potro | 6-1, 6-4                |
| 5 | 2009. május 10.      | BMW Open, München                  | Salak            | Mihail Juzsnij        | 6-4, 4-6, 7-6(5)        |
| 6 | 2011. október 9.     | China Open, Peking                 | Kemény           | Marin Čilić           | 3–6, 6–4, 6–1           |
| 7 | 2012. február 5.     | Open Sud de France, Montpellier    | Kemény           | Gaël Monfils          | 6–2, 4–6, 6–3           |
| 8 | 2012. október 21.    | Stockholm Open, Stockholm          | Kemény           | Jo-Wilfried Tsonga    | 4–6, 6–4, 6–4           |

#### Elvesztett döntői (4)
|   | Dátum                | Torna                                   | Borítás | Ellenfél a döntőben | Eredmény a döntőben |
| 1 | 2005. július 11.     | Catella Swedish Open, Båstad            | Salak   | Rafael Nadal        | 6-2, 2-6, 4-6       |
| 2 | 2006. június 26.     | Gerry Weber Open, Halle                 | Fű      | Roger Federer       | 0-6, 7-6(4), 2-6    |
| 3 | 2006. szeptember 25. | Kingfisher Airlines Tennis Open, Mumbai | Kemény  | Dmitrij Turszunov   | 3-6, 6-4, 6-7(5)    |
| 4 | 2008. július 13.     | Catella Swedish Open, Båstad            | Salak   | Tommy Robredo       | 4–6, 1–6            |

### Páros

#### Győzelmei (1)
|   | Dátum             | Torna                   | Borítás         | Partner           | Ellenfelek a döntőben                  | Eredmény a döntőben |
| 1 | 2008. február 24. | ABN AMRO WTT, Rotterdam | Kemény (fedett) | Dmitrij Turszunov | Philipp Kohlschreiber / Mihail Juzsnij | 7-5, 3-6, 10-7      |

## Eredményei Grand Slam-tornákon
| Grand Slam | Australian Open | Australian Open     | Roland Garros | Roland Garros          | Wimbledon | Wimbledon         | US Open  | US Open            |
| Év         | Eredmény        | Utolsó ellenfél     | Eredmény      | Utolsó ellenfél        | Eredmény  | Utolsó ellenfél   | Eredmény | Utolsó ellenfél    |
| 2003       | -               | -                   | -             | -                      | -         | -                 | 2. kör   | Juan Ignacio Chela |
| 2004       | 2. kör          | Andre Agassi        | -             | -                      | 1. kör    | Julien Benneteau  | 4. kör   | Tommy Haas         |
| 2005       | 1. kör          | Guillermo Coria     | 2. kör        | David Nalbandian       | 3. kör    | Taylor Dent       | 3. kör   | Andre Agassi       |
| 2006       | 2. kör          | Gilles Simon        | 4. kör        | Roger Federer          | 4. kör    | Roger Federer     | 4. kör   | James Blake        |
| 2007       | 4. kör          | Nyikolaj Davigyenko | 1. kör        | Guillermo García López | 1/4 döntő | Rafael Nadal      | 4. kör   | Andy Roddick       |
| 2008       | 4. kör          | Roger Federer       | 2. kör        | Michaël Llodra         | 3. kör    | Fernando Verdasco | 1. kör   | Sam Querrey        |
| 2009       | 4. kör          | Roger Federer       | 1. kör        | Simone Bolelli         | 4. kör    | Andy Roddick      | 3. kör   | Fernando González  |
| 2010       | 2. kör          | Jevgenyij Koroljov  | 1/2 döntő     | Robin Söderling        | döntő     | Rafael Nadal      | -        | -                  |

## Év végi világranglista-helyezései
| Év       | 2001 | 2002 | 2003 | 2004 | 2005 | 2006 | 2007 | 2008 |
| Helyezés | 1383 | 398  | 113  | 45   | 24   | 13   | 14   | 20   |